# Décès en janvier 2006
Décès
- 2002
- 2003
- 2004
- 2005
- 2006
- 2007
- 2008
- 2009
- 2010

Pour une information complémentaire, voir la page d'aide.

| Date        | Nom                           | Activités | Âge | Source |
| ----------- | ----------------------------- | --- | --- | ------ |
| 1er janvier | Susan Bergman                 | écrivain américaine | 48  |        |
| 1er janvier | Jacques Charby                | comédien et réalisateur français                                                                                        | 76  |        |
| 1er janvier | Mapita Cortés                 | actrice mexicaine | 75  |        |
| 1er janvier | Paul Lindblad                 | baseballeur américain                                                                                                   | 64  |        |
| 1er janvier | Charles O. Porter (en)        | homme politique américain. Représentant de l'Oregon de 1957 à 1961.                                                     | 86  |        |
| 2 janvier   | Severino Bottero              | Entraîneur de ski alpin italien.                                                                                        | 48  |        |
| 2 janvier   | Arlette Gruss                 | artiste de cirque française                                                                                             | 75  |        |
| 2 janvier   | Osa Massen                    | actrice danoise | 90  |        |
| 2 janvier   | François Terrasson            | écrivain et naturaliste français                                                                                        | 67  |        |
| 2 janvier   | John Woodnutt                 | acteur britannique | 81  |        |
| 2 janvier   | Lidia Wysocka                 | actrice polonaise | 89  |        |
| 3 janvier   | Gabriel Deblock               | homme politique français. Député du Nord de 1993 à 1997.                                                                | 70  |        |
| 3 janvier   | Steve Rogers                  | joueur de rugby à XIII australien                                                                                       | 51  |        |
| 3 janvier   | Bill Skate                    | premier ministre de Papouasie-Nouvelle-Guinée de 1997 à 1999                                                            | 52  |        |
| 4 janvier   | Michel Ghysel                 | homme politique français. Député du Nord de 1986 à 1988 et de 1993 à 1997.                                              | 79  |        |
| 4 janvier   | Irving Layton                 | poète canadien | 93  |        |
| 4 janvier   | Maktoum ben Rachid Al Maktoum | vice-président et Premier ministre des Émirats arabes unis                                                              | 62  |        |
| 4 janvier   | Gretl Schörg                  | actrice allemande | 91  |        |
| 5 janvier   | Sophie Heathcote              | actrice australienne | 33  |        |
| 5 janvier   | Bill Lynn                     | batteur d'Elvis Presley                                                                                                 | 73  |        |
| 5 janvier   | Keizō Miura                   | alpiniste japonais | 101 |        |
| 5 janvier   | Ken Mosdell                   | joueur américain de hockey sur glace                                                                                    | 83  |        |
| 5 janvier   | Merlyn Rees                   | homme politique britannique. Ministre des Affaires étrangères de 1976 à 1979.                                           | 85  |        |
| 5 janvier   | Nel van Vliet                 | nageuse néerlandaise | 79  |        |
| 5 janvier   | Bianca Wallin                 | peintre suédoise | 96  | (en)   |
| 6 janvier   | Hugh Thompson Jr.             | pilote américain | 62  |        |
| 6 janvier   | Joseph Milik                  | prêtre polonais | 83  |        |
| 6 janvier   | Lou Rawls                     | chanteur américain | 72  |        |
| 7 janvier   | Heinrich Harrer               | alpiniste autrichien | 93  |        |
| 7 janvier   | Gábor Zavadszky               | footballeur hongrois | 31  |        |
| 8 janvier   | Elson Becerra                 | footballeur international colombien                                                                                     | 27  | (en)   |
| 9 janvier   | Jean Bourdelle                | journaliste français | 58  |        |
| 9 janvier   | Andy Caldecott                | motard australien | 41  |        |
| 10 janvier  | Jean-Marie Toulgouat          | peintre français | 78  |        |
| 11 janvier  | Smaïn Mahroug                 | homme politique algérien                                                                                                | 79  | (en)   |
| 12 janvier  | Günther Landgraf              | physicien allemand | 77  |        |
| 12 janvier  | René de Naurois               | compagnon de la Libération et prêtre français                                                                           | 99  |        |
| 13 janvier  | Raúl Anguiano                 | muraliste et graveur mexicain                                                                                           | 90  | (nl)   |
| 13 janvier  | Michel Nourry                 | peintre français | 78  |        |
| 13 janvier  | Joan Root                     | réalisatrice britannique                                                                                                | 69  |        |
| 13 janvier  | Peter Rösch                   | footballeur suisse | 75  |        |
| 14 janvier  | Henri Colpi                   | réalisateur suisse | 84  |        |
| 14 janvier  | Jacques Faizant               | dessinateur français | 87  |        |
| 14 janvier  | Mark Philo                    | joueur anglais de football                                                                                              | 21  |        |
| 14 janvier  | Shelley Winters               | actrice américaine | 85  |        |
| 15 janvier  | Jaber al-Ahmad al-Sabah       | émir du Koweït | 78  |        |
| 17 janvier  | Olivier Caudron               | chanteur de rock français                                                                                               | 50  |        |
| 17 janvier  | Pierre Grondin                | cardiologue canadien | 80  |        |
| 18 janvier  | Pierre-Joël Bonté             | homme politique français                                                                                                | 59  |        |
| 18 janvier  | Claude G. Ross                | diplomate américain. Ambassadeur US à Haïti de 1967 à 1969.                                                             | 89  |        |
| 19 janvier  | Wilson Pickett                | chanteur soul américain                                                                                                 | 64  |        |
| 19 janvier  | Geoff Rabone                  | joueur de cricket néo-zélandais                                                                                         | 84  |        |
| 20 janvier  | Anthony Franciosa             | acteur américain | 77  |        |
| 20 janvier  | Andreï Iordan                 | premier ministre du Kirghizistan de 1991 à 1992                                                                         | 71  |        |
| 20 janvier  | Pio Taofinu'u                 | cardinal samoan | 82  |        |
| 21 janvier  | Jean-Marie Goasmat            | coureur cycliste français                                                                                               | 92  |        |
| 21 janvier  | Ibrahim Rugova                | président du Kosovo | 61  |        |
| 21 janvier  | Vicente Sierra Sanz           | footballeur espagnol | 91  | (en)   |
| 22 janvier  | Xiaolan Bao                   | historienne birmano-américaine                                                                                          | 56  |        |
| 23 janvier  | Samuel Koster                 | général américain, commandant des troupes américaines ayant commis le massacre de Mỹ Lai, pendant la guerre du Viêt Nam | 86  |        |
| 23 janvier  | Dion Ørnvold                  | footballeur international danois                                                                                        | 84  |        |
| 23 janvier  | Virginia Smith (en)           | femme politique américaine. Représentante du Nebraska de 1975 à 1991.                                                   | 94  |        |
| 24 janvier  | Paul Alduy                    | homme politique français                                                                                                | 91  |        |
| 24 janvier  | Schafik Handal                | homme politique salvadorien                                                                                             | 75  |        |
| 24 janvier  | Fayard Nicholas               | danseur américain | 91  |        |
| 24 janvier  | Chris Penn                    | acteur américain | 40  |        |
| 25 janvier  | Dominique Boudou              | historienne d'art française                                                                                             | 50  |        |
| 25 janvier  | Michèle Desbordes             | romancière et poétesse française                                                                                        | 65  |        |
| 25 janvier  | Anna Malle                    | actrice américaine | 38  |        |
| 25 janvier  | Sudharmono                    | vice-président de l'Indonésie de 1988 à 1993                                                                            | 78  |        |
| 26 janvier  | Julien Mpouhot Epighat        | homme politique gabonais, ministre de la Défense dans les années 1980                                                   | 67  |        |
| 26 janvier  | Jean-Christophe Lafaille      | alpiniste français | 40  |        |
| 26 janvier  | Christine Mital               | journaliste française                                                                                                   | 59  |        |
| 27 janvier  | Maurice Colclough             | joueur anglais de rugby à XV                                                                                            | 52  |        |
| 27 janvier  | Tana Hoban                    | illustratrice de livre pour enfants                                                                                     | 89  |        |
| 27 janvier  | Johannes Rau                  | homme politique allemand. Ancien président de l'Allemagne.                                                              | 75  |        |
| 28 janvier  | Herta Glaz                    | cantatrice américaine                                                                                                   | 96  |        |
| 28 janvier  | Henry McGee                   | acteur britannique ("Benny Hill")                                                                                       | 76  |        |
| 29 janvier  | Simon Bédaya-Ngaro            | homme politique centrafricain. Ministre des Affaires étrangères de 1980 à 1981 et de 1993 à 1996.                       | 69  |        |
| 29 janvier  | Nam June Paik                 | artiste américain d'origine sud-coréen                                                                                  | 73  |        |
| 30 janvier  | Wendy Wasserstein             | dramaturge américaine                                                                                                   | 55  |        |
| 31 janvier  | Coretta Scott King            | épouse du leader des droits civiques Martin Luther King                                                                 | 78  |        |
| 31 janvier  | J.L. Marteau                  | acteur pornographique                                                                                                   | 69  |        |
| 31 janvier  | Moira Shearer                 | actrice britannique | 80  |        |